# Ван дер Слот, Стевен
Стевен Ако ван дер Слот (нидерл. Steven Ako van der Sloot; род. 6 июля 2002 года, Лимбе, Камерун) — нидерландско-камерунский футболист, защитник нидерландского футбольного клуба «АДО Ден Хааг». Чемпион Европы среди юношей до 17 лет в 2019 году.

## Клубная карьера
Стевен ван дер Слот — воспитанник нескольких нидерландских клубов. За «Йонг Аякс» дебютировал в матче против футбольного клуба «Рода». В матче против «Дордрехта» получил красную карточку. Всего за клуб сыграл 13 матчей, где получил жёлтую карточку.
1 июля 2022 года перешёл в «Шальке 04 II». За клуб дебютировал в матче против «Рёдингхаузена». Свой первый гол забил в ворота «Вупперталя».

## Карьера в сборной
За сборную Нидерландов до 16 лет сыграл 7 матчей, где забил 1 гол. За сборную до 17 лет на победном чемпионате Европы сыграл матч против Франции. На чемпионате мира до 17 лет сыграл матч против США и Мексики. Все за молодёжные сборные сыграл 23 матча, где забил гол.

## Достижения
Сборная Нидерландов до 17 лет
- Чемпион Европы среди юношей до 17 лет: 2019